# Suro (König)

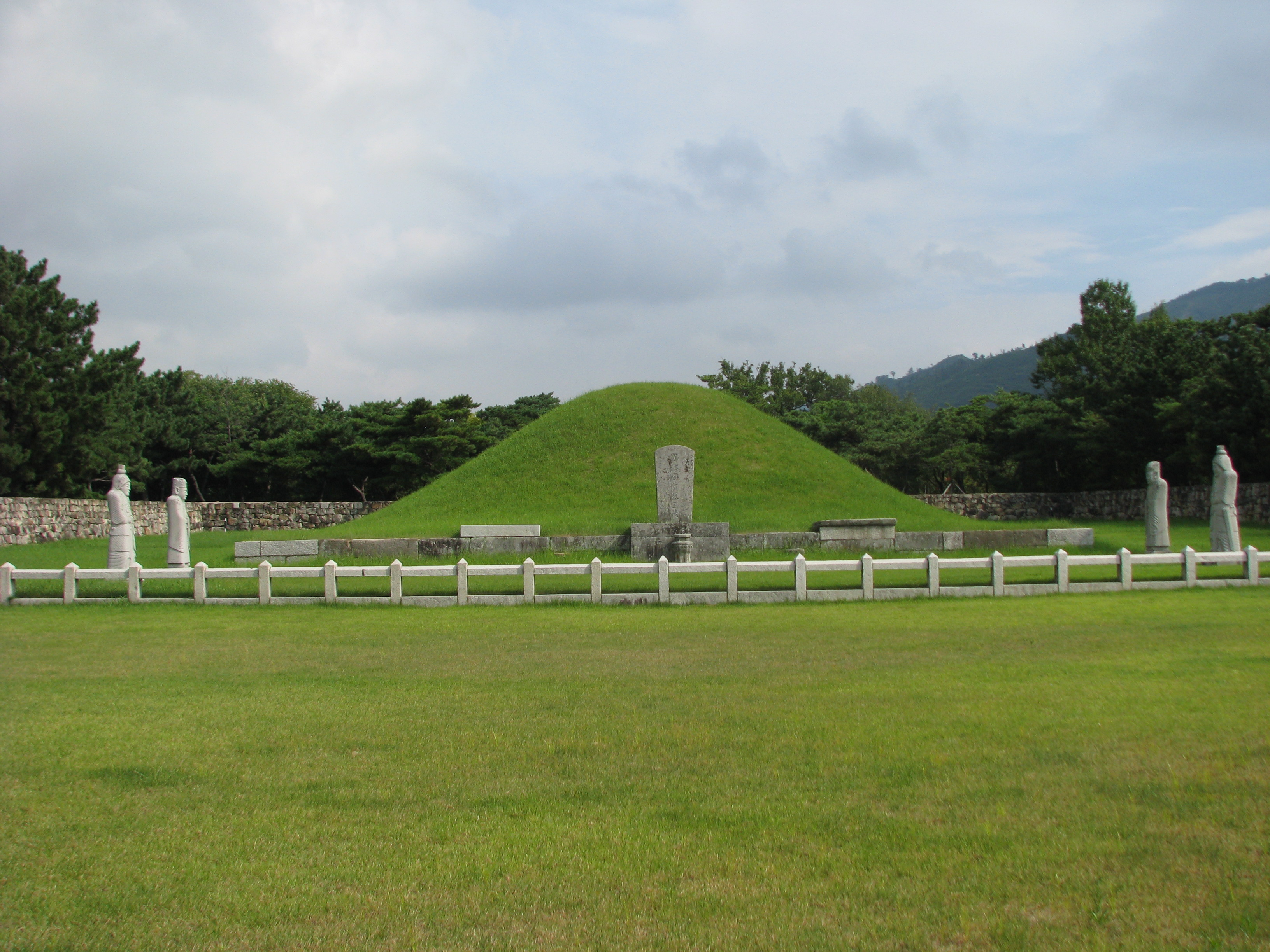
Suros Grab

Suro (kor. 수로), oder Sureung (kor. 수릉, Hanja 首陵), (* 42; † angeblich 199) war der Gründer und König des Staates Geumgwan Gaya. Um Suro ranken sich eine Reihe von Legenden. So sei er aus einem goldenen Ei geboren und über 150 Jahre alt geworden. Er war verheiratet mit Heo Hwang-ok (kor. 허황옥, Hanja 許黃玉), die ebenfalls über 150 Jahre alt geworden sei.
Nach der Legende in den Koreanischen Chroniken, der Samguk Yusa, ist die Frau von Suro, Prinzessin Heo Hwang-ok, aus Indien, genauer aus dem Königreich Ayuta. Es ist nicht bekannt, wo sich dieses Königreich befand. Doch historische Aufzeichnungen vermuten, dass ihre Familie zu der Ay Dynastie gehörte, welche Teil der Tamilischen Pandya Dynastie war und so wird angenommen, dass sie aus Südindien kam.
Das Grab von Suro kann heute in Gimhae besichtigt werden.